# Čovjek koji je previše znao (1956.)
Čovjek koji je previše znao (eng. The Man Who Knew Too Much) je triler Alfreda Hitchcocka iz 1956. Ovaj film je obrada istoimenog Hitchcockovog filma snimljenog 1934.
Film je dobio Oscara za najbolju pjesmu za pjesmu Que Será, Será koju u filmu pjeva Doris Day.

## Radnja
Dr. Ben McKenna (James Stewart), njegova supruga Jo (Doris Day) i njihov sin Hank (Christopher Olsen) su na odmoru u Maroku. Tijekom puta, u autobusu, upoznaju misterioznog Louisa Bernarda (Daniel Gelin), a u Maroku, tijekom ručka, upoznaju Draytonove (Bernard Miles i Brenda de Banzie), još jedan par koji je na odmoru.
Sljedeći dan obitelj McKenna na marokanskoj tržnici svjedoči atentatu na špijuna. Prija nego umre, špijun Benu šapne strašnu tajnu: nečiji život je u opasnosti. Draytonovi tada otimaju Benovog sina Hanka kako bi uvjerili Bena da ne kaže policiji što je čuo. 
Ben slijedi tragove i nalazi otmičare u crkvi gdje g. Drayton glumi svećenika. Tu saznaje da je plan atentat na vođu jedne europske države koji bi se trebao dogoditi tijekom koncerta u Royal Albert Hallu.
Ben i Jo odvojeno pronalaze ubojicu na koncertu gdje treba ubiti vođu države baš kada svirači sviraju vrlo glasnu dionicu. No, u glazbenoj pauzi, baš prije te dionice, Jo vrisne. Vrisak omete atentatora, koji promaši, a Ben ga počne hvatati po dvorani sve dok ovaj ne padne s balkona i umre. 
Par tada traži otmičare i dođe do veleposlanstva u Londonu gdje su dočekani kao heroji. Gospodin Drayton, u nemogućnosti da ubije Hanka, pomogne mu da nađe svog oca. Gospodin Drayton tada pokuša pobjeći s njima kao taocima, no Ben ga gurne i on padne niz stube i izgubi život.

## Hitchcockov cameo
Kao i u svakom svom filmu, redatelj Alfred Hitchcock ima cameo nastup. U Čovjeku koji je previše znao Hitchcock se može vidjeti kako promatra akrobate na tržnici, leđima okrenut kameri, malo prije ubojstva špijuna.

## Glazba
Glazba igra veliku ulogu u filmu. Iako je Bernard Herrmann skladao relativno malo pozadinske glazbe za film, izvođenje kantate Olujni oblaci Arthura Benjamina je klimaks filma. U dodatak tome, lik koji u filmu tumači Doris Day je tada umirovljena pjevačica. Više puta u filmu ona pjeva pjesmu Que Será, Será koja je filmu 1956. donijela Oscara za najbolju pjesmu. Pjesma je na američkim ljestvicama dosegla 2. mjesto, a na britanskim 1. mjesto.

## Vanjske poveznice
- Čovjek koji previše znao u internetskoj bazi filmova IMDb-a
- Snimci filma
- Recenzija na Radiotimes.com  Arhivirana inačica izvorne stranice od 27. studenoga 2005. (Wayback Machine)